# 81
Aquesta pàgina és per a l'any. Per al nombre, vegeu vuitanta-u.

## Esdeveniments
- Domicià succeeix al seu germà Titus com a emperador de Roma.

## Necrològiques
- 13 de setembre - Titus, emperador de Roma.